# 鴈龍
鴈 龍（がん りゅう、1964年〈昭和39年〉8月9日 - 2019年〈令和元年〉11月1日）は、日本の俳優。京都府京都市出身。
本名は奥村 雄大（おくむら たけひろ）。本名でデビューの後、芸名として鴈 龍太郎（がん りゅうたろう）、のち鴈龍と改めた。

## 経歴・人物
芸能界デビュー前の1982年に、元女優で姉の奥村真粧美とともに大麻密売で逮捕された。2年後に大麻取締法違反で再び逮捕されている。
父・勝新太郎が監督を務めた映画『座頭市』（1989年）でデビューする（芸名は本名の奥村雄大）。しかし1988年12月26日、広島県福山市みろくの里撮影所で行われた同作の撮影中、立ち回りの場面において、斬られ役の俳優に誤って重傷を負わせた。その後、俳優が死亡したことから、撮影現場関係者らと共に広島県警から業務上過失致死の疑いで事情聴取を受け、奥村の使用した日本刀が撮影用の模擬刀などではなく真剣であり、それで首を斬りつけていたことが判明した。お蔵入りが懸念された『座頭市』は公開されたものの、奥村は以後謹慎生活を送ることとなった。迫力を出すためにスタッフが勝手に真剣を用意し、奥村は真剣であることを知らなかったとされ、裁判でもその主張が認められた。
その後、端役で復帰していたが、1994年3月に勝が演出と主演を務める舞台『不知火検校』（しらぬいけんぎょう）で本格的に復帰する。その際、母方の祖父である二代目中村鴈治郎から1字を貰い受けて姓を「鴈」、辰年生まれ・長男であることから名を「龍太郎」とし、芸名を「鴈龍太郎」に改名した。後に「鴈龍」に改名した。
以降、映画やオリジナルビデオ作品を中心に活動した。出演作は強面の役が多いが、本人は気さくな面もあり、勝が開いていた俳優養成所「勝アカデミー」の出身者であるお笑いタレントの小堺一機などと親交があった。母の中村玉緒とテレビドラマやバラエティ番組で共演することもあった。肥満体型で体重は110kgほどあった。
芸名を鴈龍太郎に戻して2017年まで舞台で活動していたが、2019年11月1日に急性心不全のため、滞在先の名古屋市で死去したことが同年12月3日配信の「文春オンライン」で報じられた。55歳没。玉緒の所属事務所などによると、同市で働いており、連絡の取れない知人が不審に思って訪ねたところ、亡くなっていたという。一人暮らしだったこともあり、発見されるまで数日間がたっていた。生涯独身であった。

## 親族
- 父 - 勝新太郎
- 母 - 中村玉緒
- 父方の祖父 - 杵屋勝東治
- 母方の祖父 - 二代目中村鴈治郎
- 父方の伯父 - 若山富三郎
- 母方の伯父 - 四代目坂田藤十郎
- 父方の従弟 - 若山騎一郎
- 母方の従兄 - 四代目中村鴈治郎
- 母方の従兄 - 三代目中村扇雀

## 出演

### 映画
- 座頭市（1989年、奥村雄大名義）- 五右衛門
- 極道戦争 武闘派（1991年）- 入江長一
- ビリケン（1996年）- 江影
- 売春暴力団（1997年） - 佐々木
- 安藤組外伝 群狼の系譜2（1998年） - 石山
- 修羅がゆく7 四国烈死篇（1998年）-  鮫島組若頭補佐 東田浩介

### Vシネマ
- ブラックマネー（1994年）
- めちゃプリ ミニパトレディ制服の下の秘密（1997年）
- ケンカ包丁 義2（2000年）
- 実録・北陸やくざ戦争（2001年、原案・脚本：村上和彦） - 川野組若頭 野本辰雄
- 殺しの軍団（2001年） - 主演・徳山勝洋
  - 殺しの軍団（2001年） - 徳山会会長
  - 殺しの軍団 関西制圧への道（2001年） - 神羅組系徳山会会長
- 女猫雀士 雀奴(ジャンヌ)闘牌伝説（2002年）
- 首領への道21・22（2002年・2003年、原作：村上和彦） - 和歌山 剛勇会中村組益井組組長 益井哲生（金沢と兄弟分）
- 実録・東北(みちのく)やくざ戦争 覇桜の道（2003年、原案・脚本：村上和彦） - 阿藤組組長 阿藤儀三郎
- 北海水滸伝484のブルース 伝説・枯木のバラ（2004年）

### 舞台
- 悪名（映画版で父・勝が演じた八尾の朝吉役で主演）
- COASTER（コースター）2017[4]

### テレビ
- 新・座頭市lll 第8話「大当りめの一番」（1979年、フジテレビ系列）
- ライオンのごきげんよう（フジテレビ系列）
- いのちの現場から（1992年、MBS制作・TBS系列）
- 豊臣秀吉 天下を獲る!（1995年、テレビ東京）
- 3番テーブルの客（1997年、フジテレビ）
- あきまへんで!（1998年、TBS系列）
- 月曜ゴールデン『女金融道3』（2006年11月20日、TBS系列）
- 土曜ワイド劇場　（テレビ朝日系列）
  - 「おばはん刑事!流石姫子」（1999年 - 2006年）
  - 「京都の芸者弁護士4」（2000年）
- 武蔵 MUSASHI（2003年、NHK大河ドラマ年） - 本多正純 役
- 女と愛とミステリー「監察医・篠宮葉月 死体は語る5」（2004年、テレビ東京系列）
- 水曜ミステリー9「農家の嫁は弁護士!神谷純子のふるさと事件簿2」（2006年、テレビ東京系列）
- 京都へおこしやす!（2008年、毎日放送系列）
- 二人の食卓 〜ありがとうのレシピ〜（2008年5月3日、テレビ朝日系列）